# Kostel Navštívení Panny Marie (Skoky)
Kostel Navštívení Panny Marie je římskokatolický poutní kostel zasvěcený Navštívení Panny Marie nedaleko Žlutic v okrese Karlovy Vary. Od roku 1964 je chráněn jako kulturní památka. Kostel stojí v zaniklé vesnici Skoky nad vodní nádrží Žlutice.

## Historie
Jednolodní neorientovaný kostel z let 1736 až 1738 byl postaven stavitelem Johannem Schmiedem z Útviny na místě původní kaple postavené roku 1717. Mohutný svatostánek na umělé terase odvodňované dvěma štolami má dvouvěžové průčelí, k obdélníkovému presbytáři přiléhají po stranách dvě sakristie (jedna s funkcí panské oratoře). Interiér je přístupný železnými vraty s motivy hvězd v diagonální mříži. V letech 1990–2006 byl systematicky vykrádán a poškozován vandaly.

## Vybavení kostela

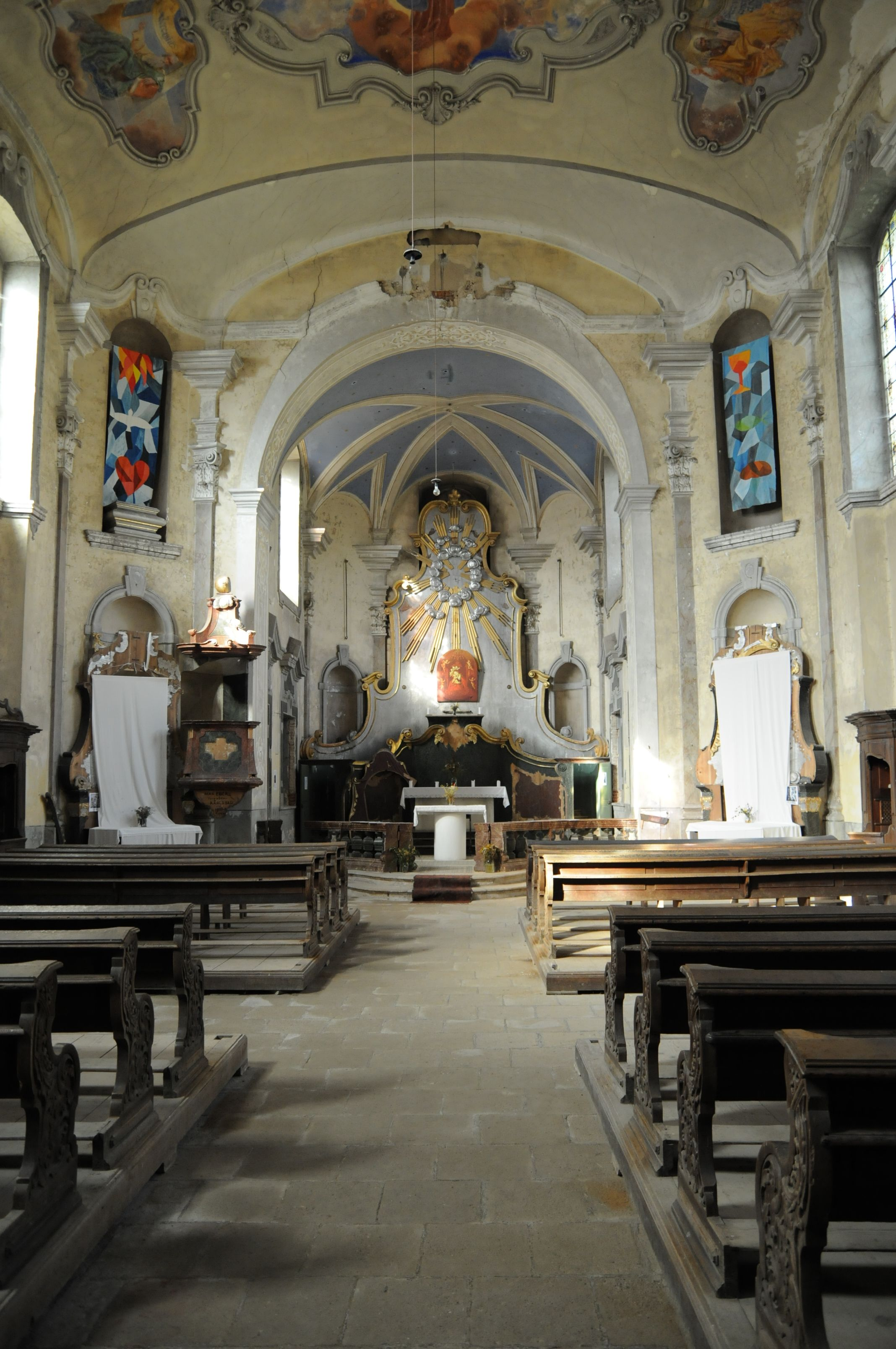
Interiér kostela (2009)

Zařízení kostela bylo zničeno nebo je uloženo v depozitáři. Během poutní sezóny a v době konání poutí je zde kopie poutního obrazu z Tepelského kláštera.
Hlavní oltář s baldachýnem na čtyřech točených sloupech pochází z doby kolem roku 1760. Za oltářem stojí kulisovitě řazené dřevěné stěny se sochami andělů a holubicí Ducha svatého. Na přední stěně se v rámu nachází obraz zdejší poutní Madony (obraz s motivem oltáře Panny Marie Pasovské) z roku 1717 od toužimského malíře J. W. Richtera. Po stranách oltáře stojí na brankách sochy svatého Jáchyma a svaté Anny. Boční oltáře pocházejí z roku 1760. Interiér dále zdobí obrazy svatého Josefa, svatého Jana Nepomuckého, svatého Václava, kopie obrazu Panny Marie z poloviny 18. století. Kazatelna s reliéfem zvěstování Panny Marie je z roku 1767. Interiér doplňují vyřezávané lavice a zpovědnice.

## Poutní místo

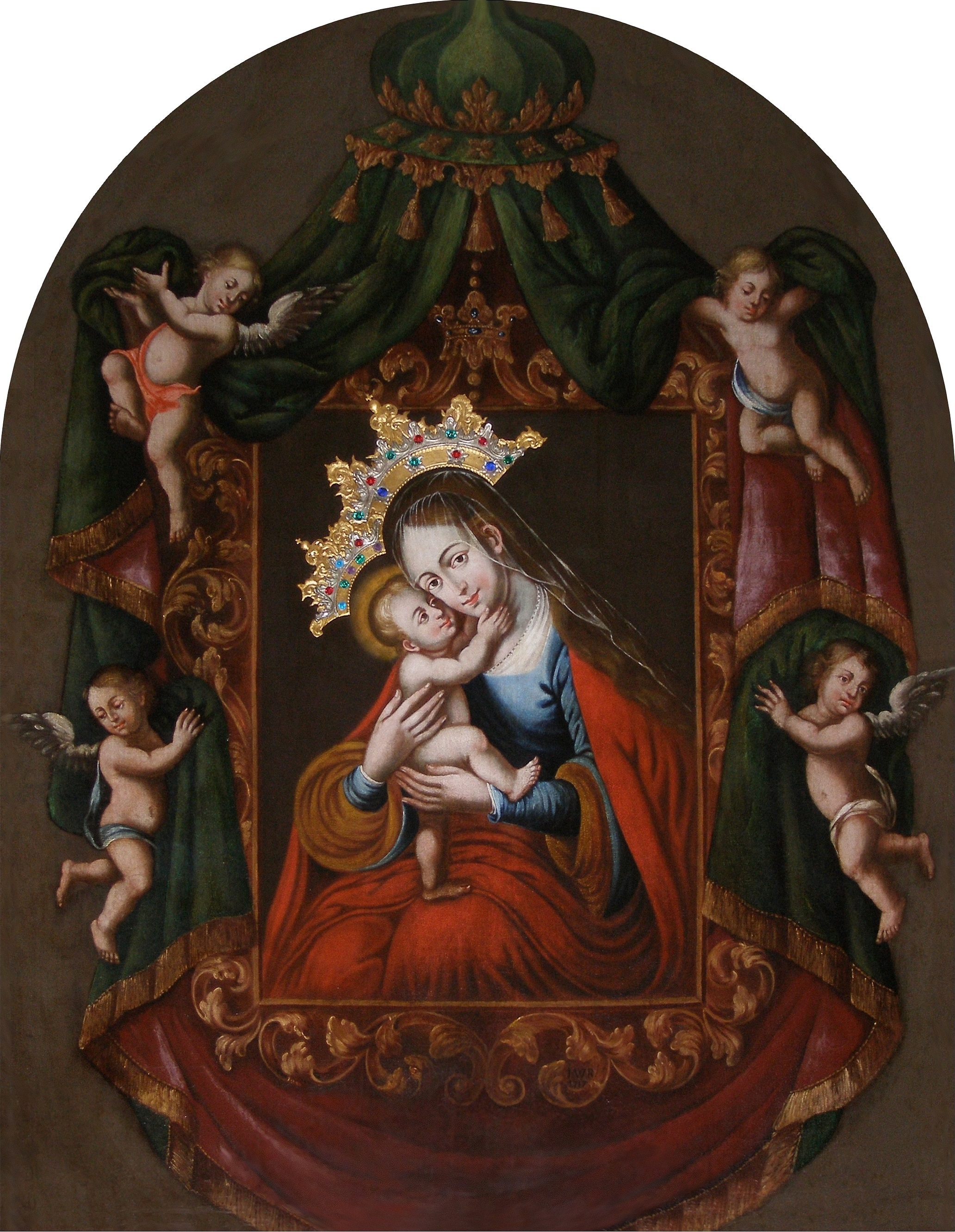
Dobrotivý obraz Panny Marie Pomocné ze Skoků

Poutní místo vzniklo roku 1717, kdy zdejší sedlák Adam Lienert postavil malou kapli a do ní umístil obraz Panny Marie Pomocné malíře Johanna Wolfganga Richtra z Toužimi, kopii zázračného obrazu Panny Marie Pomocné z německého Pasova. Množství zázraků a vyléčených nemocí proslavilo toto místo natolik, že sem přicházelo přes 40 000 poutníků ročně a místo se stalo známým po celých Čechách. Rčení „Panenko Skákavá“ pochází právě ze Skoků. Tradice poutí byla přerušena za vlády císaře Josefa II., oživení nastalo až ve 20. století. Ke druhému období útlumu poutí pak došlo v době obou světových válek a později po roce 1950. Vesnice byla koncem 60. let 20. století vysídlena a téměř celá zbořena. Příjezdovou cestu z údolí zalila voda vodní nádrže Žlutice.
Ve Skocích se konají dvě hlavní poutě: 1. května a první neděli v červenci. Od roku 2013 pak další poutní bohoslužby i během roku.
V roce 2010 byla otevřena 58 km dlouhá sezónní mariánská poutní trasa Skokovská stezka z kláštera v Teplé do Skoků. V průběhu roku je kostel nepravidelně zpřístupňován, během poutní sezóny v červenci a srpnu zpravidla denně. Zejména během léta se zde pořádají církevní a kulturní akce.

## Občanské aktivity
Probíhají aktivity na záchranu a oživení památky, které ve spolupráci s klášterem Teplá a Spolkem Němců v Čechách, z.s.,  organizuje spolek Pod střechou, z. s., z Toužimi. Od roku 2009 je kostel sezónně zpřístupněn poutníkům a turistům. Někdy se Skoky nazývají jako „české Lurdy“. V létě 2022 byl u kostela postaven poesiomat.